# Evolução do Colégio dos Cardeais sob o pontificado de Paulo V
Abaixo está a evolução do colégio de cardeais durante o pontificado de Paulo V e a subsequente vaga vaga .

## Composição para consistório
| Consistóro                    | Maio 1605 | 1621 |
| ----------------------------- | --------- | ---- |
| Março 1565                    | 1         |      |
| Consistórios de Pio IV        | 1         | 0    |
| Dezembro 1583                 | 3         | 1    |
| Consistórios de Gregório XIII | 3         | 1    |
| Maio 1585                     | 1         | 1    |
| Dezembro 1585                 | 1         |      |
| Novembro 1586                 | 4         | 1    |
| Dezembro 1587                 | 4         | 3    |
| Dezembro 1588                 | 1         | 1    |
| Dezembro 1589                 | 3         |      |
| Consistórios de Sisto V       | 14        | 6    |
| Dezembro 1590                 | 1         |      |
| Março 1591                    | 4         | 1    |
| Consistórios de Gregório XIV  | 5         | 1    |
| Dezembro 1591                 | 1         |      |
| Consistórios de Inocêncio IX  | 1         | 0    |
| Setembro 1593                 | 2         | 1    |
| Junho 1596                    | 13        | 2    |
| Março 1599                    | 10        | 6    |
| Setembro 1603                 | 1         |      |
| Junho 1604                    | 17        | 7    |
| Consistórios de Clemente VIII | 43        | 16   |
| Julho 1605                    |           | 1    |
| Setembro 1606                 |           | 3    |
| Dezembro 1607                 |           | 2    |
| Novembro 1608                 |           | 4    |
| Agosto 1611                   |           | 9    |
| Dezembro 1615                 |           | 9    |
| Setembro 1616                 |           | 5    |
| Março 1618                    |           | 2    |
| Julho 1619                    |           | 1    |
| Janeiro 1621                  |           | 10   |
| Consistórios de Paulo V       |           | 46   |
| Total                         | 67        | 70   |

## Evolução durante o pontificado
| Data                    | Evento                                                                              | Total |
| ----------------------- | ----------------------------------------------------------------------------------- | ----- |
| 8 de maio de 1605       | Abertura do Conclave de maio de 1605                                                | 67    |
| 29 de maio de 1605      | Eleição papal do Cardeal Camillo Borghese com o nome de Paulo V                     | 66    |
| 31 de maio de 1605      | Morte do Cardeal Paolo Emilio Zacchia (51 anos)                                     | 65    |
| 16 de julho de 1605     | Morte do Cardeal Giovanni Francesco Biandrate di San Giorgio Aldobrandini (60 anos) | 64    |
| 18 de julho de 1605     | criação de 1 Cardeais                                                               | 65    |
| 18 de julho de 1605     | Scipione Caffarelli-Borghese                                                        | 65    |
| 20 de janeiro de 1606   | Morte do Cardeal Francisco de Ávila (61 anos)                                       | 64    |
| 18 de maio de 1606      | Morte do Cardeal Giovanni Antonio Facchinetti de Nuce (31 anos)                     | 63    |
| 23 de maio de 1606      | Morte do Cardeal Agostino Valier (75 anos)                                          | 62    |
| 11 de setembro de 1606  | criação de 8 Cardeais                                                               | 70    |
| 11 de setembro de 1606  | Ludovico de Torres                                                                  | 70    |
| 11 de setembro de 1606  | Orazio Spinola                                                                      | 70    |
| 11 de setembro de 1606  | Maffeo Barberini (Futuro Papa Urbano VIII)                                          | 70    |
| 11 de setembro de 1606  | Giovanni Garzia Millini                                                             | 70    |
| 11 de setembro de 1606  | Bartolomeo Ferratini                                                                | 70    |
| 11 de setembro de 1606  | Bonifazio Caetani                                                                   | 70    |
| 11 de setembro de 1606  | Marcello Lante della Rovere                                                         | 70    |
| 11 de setembro de 1606  | Orazio Maffei                                                                       | 70    |
| 1º de novembro de 1606  | Morte do Cardeal Bartolomeo Ferratini (72 anos)                                     | 69    |
| 3 de fevereiro de 1607  | Morte do Cardeal Tolomeo Gallio (79 anos)                                           | 68    |
| 30 de junho de 1607     | Morte do Cardeal César Barônio, C.O. (68 anos)                                      | 67    |
| 17 de agosto de 1607    | Morte do Cardeal Anselmo Marzato, O.F.M.Cap. (63 anos)                              | 66    |
| 24 de novembro de 1607  | Morte do Cardeal Carlos de Lorena (40 anos)                                         | 65    |
| 10 de dezembro de 1607  | criação de 5 Cardeais                                                               | 70    |
| 10 de dezembro de 1607  | Ferenc Forgách                                                                      | 70    |
| 10 de dezembro de 1607  | François de La Rochefoucauld                                                        | 70    |
| 10 de dezembro de 1607  | Jerónimo Xavierre, O.P.                                                             | 70    |
| 10 de dezembro de 1607  | Maurício de Sabóia                                                                  | 70    |
| 10 de dezembro de 1607  | Fernando I Gonzaga                                                                  | 70    |
| 19 de janeiro de 1608   | Morte do Cardeal Bernard Maciejowski (60 anos)                                      | 69    |
| 17 de maio de 1608      | Morte do Cardeal Ascanio Colonna (48 anos)                                          | 68    |
| 11 de junho de 1608     | Morte do Cardeal Francesco Maria Tarugi, C.O. (82 anos)                             | 67    |
| 2 de setembro de 1608   | Morte do Cardeal Jerónimo Xavierre, O.P. (61 anos)                                  | 66    |
| 19 de setembro de 1608  | Morte do Cardeal Alfonso Visconti, C.O. (56 anos)                                   | 65    |
| 24 de novembro de 1608  | criação de 5 Cardeais                                                               | 70    |
| 24 de novembro de 1608  | Michelangelo Tonti                                                                  | 70    |
| 24 de novembro de 1608  | Fabrizio Veralli                                                                    | 70    |
| 24 de novembro de 1608  | Giovanni Battista Leni                                                              | 70    |
| 24 de novembro de 1608  | Lanfranco Margotti                                                                  | 70    |
| 24 de novembro de 1608  | Luigi Capponi                                                                       | 70    |
| 8 de janeiro de 1609    | Morte do Cardeal Fernando Niño de Guevara (68 anos)                                 | 69    |
| 11 de janeiro de 1609   | Morte do Cardeal Orazio Maffei (29 anos)                                            | 68    |
| 10 de fevereiro de 1609 | Morte do Cardeal Séraphin Olivier-Razali (71 anos)                                  | 67    |
| 8 de julho de 1609      | Morte do Cardeal Ludovico de Torres (57 anos)                                       | 66    |
| 1 de janeiro de 1610    | Morte do Cardeal Cinzio Passeri Aldobrandini (59 anos)                              | 65    |
| 27 de março de 1610     | Morte do Cardeal Innocenzo del Bufalo-Cancellieri (44 anos)                         | 64    |
| 11 de agosto de 1610    | Morte do Cardeal Girolamo Pamphilj (65 anos)                                        | 63    |
| 21 de janeiro de 1611   | Morte do Cardeal Mariano Pierbenedetti (73 anos)                                    | 62    |
| 3 de fevereiro de 1611  | Morte do Cardeal Ottavio Paravicini (58 anos)                                       | 61    |
| 28 de fevereiro de 1611 | Morte do Cardeal Lanfranco Margotti (51 anos)                                       | 60    |
| 5 de agosto de 1611     | Morte do Cardeal Girolamo Bernerio, O.P. (71 anos)                                  | 59    |
| 9 de agosto de 1611     | Morte do Cardeal Domenico Pinelli (69 anos)                                         | 58    |
| 17 de agosto de 1611    | criação de 11 Cardeais                                                              | 69    |
| 17 de agosto de 1611    | Decio Carafa                                                                        | 69    |
| 17 de agosto de 1611    | Domenico Rivarola                                                                   | 69    |
| 17 de agosto de 1611    | Metello Bichi                                                                       | 69    |
| 17 de agosto de 1611    | Jean de Bonsi                                                                       | 69    |
| 17 de agosto de 1611    | Filippo Filonardi                                                                   | 69    |
| 17 de agosto de 1611    | Pier Paolo Crescenzi                                                                | 69    |
| 17 de agosto de 1611    | Giacomo Serra                                                                       | 69    |
| 17 de agosto de 1611    | Orazio Lancellotti                                                                  | 69    |
| 17 de agosto de 1611    | Agostinho Galamini, O.P.                                                            | 69    |
| 17 de agosto de 1611    | Gaspar de Borja y Velasco                                                           | 69    |
| 17 de agosto de 1611    | Felice Centini, O.F.M.Conv.                                                         | 69    |
| 28 de janeiro de 1612   | Morte do Cardeal Silvestro Aldobrandini (25 anos)                                   | 68    |
| 12 de março de 1612     | Morte do Cardeal Lorenzo Bianchetti (66 anos)                                       | 67    |
| 19 de abril de 1612     | Morte do Cardeal Anne d'Escars de Givry (66 anos)                                   | 66    |
| 19 de maio de 1612      | Morte do Cardeal Gregorio Petrocchini (76 anos)                                     | 65    |
| 1 de novembro de 1613   | Morte do Cardeal Flaminio Piatti (61 anos)                                          | 64    |
| 5 de dezembro de 1612   | Morte do Cardeal Ottavio Acquaviva d'Aragona (52 anos)                              | 63    |
| 28 de janeiro de 1614   | Morte do Cardeal Francesco Mantica (79 anos)                                        | 62    |
| 23 de Agosto de 1615    | Morte do Cardeal Francisco de Joyeuse (73 anos)                                     | 61    |
| 16 de outubro de 1615   | Morte do Cardeal Ferenc Forgách (49 anos)                                           | 60    |
| 16 de novembro de 1615  | Renúcia do Cardeal Fernando I Gonzaga                                               | 58    |
| 2 de dezembro de 1615   | criação de 10 Cardeais + 1 In Pectore                                               | 68    |
| 2 de dezembro de 1615   | Francesco Vendramino                                                                | 68    |
| 2 de dezembro de 1615   | Luís de Guise                                                                       | 68    |
| 2 de dezembro de 1615   | Roberto Ubaldini                                                                    | 68    |
| 2 de dezembro de 1615   | Tiberio Muti                                                                        | 68    |
| 2 de dezembro de 1615   | Gabriel Trejo Paniagua                                                              | 68    |
| 2 de dezembro de 1615   | Baltasar Moscoso y Sandoval                                                         | 68    |
| 2 de dezembro de 1615   | Carlos de Médici                                                                    | 68    |
| 2 de dezembro de 1615   | Vicente II Gonzaga                                                                  | 68    |
| 2 de dezembro de 1615   | Giulio Savelli                                                                      | 68    |
| 2 de dezembro de 1615   | Alessandro Orsini                                                                   | 68    |
| 3 de dezembro de 1615   | Morte do Cardeal Carlo Conti (59 anos)                                              | 67    |
| 17 de fevereiro de 1616 | Morte do Cardeal Pierre de Gondi (84 anos)                                          | 66    |
| 4 de abril de 1616      | Morte do Cardeal Pompeo Arrigoni (64 anos)                                          | 65    |
| 9 de abril de 1616      | 1 Revelação In Pectore                                                              | 66    |
| 9 de abril de 1616      | Melchior Klesl                                                                      | 66    |
| 25 de maio de 1616      | Morte do Cardeal Filippo Spinelli (50 anos)                                         | 65    |
| 24 de junho de 1616     | Morte do Cardeal Orazio Spinola (69 anos)                                           | 64    |
| 19 de setembro de 1616  | criação de 6 Cardeais                                                               | 70    |
| 19 de setembro de 1616  | Alessandro Ludovisi (Futuro Papa Gregório XV)                                       | 70    |
| 19 de setembro de 1616  | Ladislaus de Aquino                                                                 | 70    |
| 19 de setembro de 1616  | Ottavio Belmosto                                                                    | 70    |
| 19 de setembro de 1616  | Pietro Campori                                                                      | 70    |
| 19 de setembro de 1616  | Matteo Priuli                                                                       | 70    |
| 19 de setembro de 1616  | Scipione Cobelluzzi                                                                 | 70    |
| 24 de junho de 1617     | Morte do Cardeal Bonifazio Caetani (50 anos)                                        | 69    |
| 14 de fevereiro de 1618 | Morte do Cardeal Paolo Emilio Sfondrati (57 anos)                                   | 68    |
| 26 de março de 1618     | criação de 2 Cardeais                                                               | 70    |
| 26 de março de 1618     | Henri de Gondi                                                                      | 70    |
| 26 de março de 1618     | Francisco Gómez de Sandoval y Rojas                                                 | 70    |
| 22 de agosto de 1618    | Morte do Cardeal Erminio Valenti (54 anos)                                          | 69    |
| 5 de setembro de 1618   | Morte do Cardeal Jacques Davy Du Perron (61 anos)                                   | 68    |
| 7 de outubro de 1618    | Morte do Cardeal Francesco Vendramino (62 anos)                                     | 67    |
| 16 de novembro de 1618  | Morte do Cardeal Ottavio Belmosto (59 anos)                                         | 66    |
| 7 de dezembro de 1618   | Morte do Cardeal Bernardo Sandoval Rojas (72 anos)                                  | 65    |
| 14 de junho de 1619     | Morte do Cardeal Metello Bichi (78 anos)                                            | 64    |
| 29 de julho de 1619     | criação de 1 Cardeais                                                               | 65    |
| 29 de julho de 1619     | Fernando da Áustria                                                                 | 65    |
| 29 de agosto de 1619    | Morte do Cardeal Ferdinando Taverna (61 anos)                                       | 64    |
| 26 de março de 1620     | Morte do Cardeal Domenico Toschi (84 anos)                                          | 63    |
| 30 de março de 1620     | Morte do Cardeal Antonio Maria Galli (66 anos)                                      | 62    |
| 22 de agosto de 1620    | Morte do Cardeal Giovanni Evangelista Pallotta (72 anos)                            | 61    |
| 9 de dezembro de 1620   | Morte do Cardeal Orazio Lancellotti (49 anos)                                       | 60    |
| 11 de janeiro de 1621   | criação de 10 Cardeais                                                              | 70    |
| 11 de janeiro de 1621   | Francesco Cennini de' Salamandri                                                    | 70    |
| 11 de janeiro de 1621   | Guido Bentivoglio                                                                   | 70    |
| 11 de janeiro de 1621   | Pietro Valier                                                                       | 70    |
| 11 de janeiro de 1621   | Eitel Frederico de Hohenzollern-Sigmaringen                                         | 70    |
| 11 de janeiro de 1621   | Louis de Nogaret de La Valette                                                      | 70    |
| 11 de janeiro de 1621   | Giulio Roma                                                                         | 70    |
| 11 de janeiro de 1621   | Cesare Gherardi                                                                     | 70    |
| 11 de janeiro de 1621   | Desiderio Scaglia, O.P.                                                             | 70    |
| 11 de janeiro de 1621   | Stefano Pignatelli                                                                  | 70    |
| 11 de janeiro de 1621   | Agustín Spínola                                                                     | 70    |
| 28 de janeiro de 1621   | Morte do Papa Paulo V (68 anos)                                                     | 70    |
| 8 de fevereiro de 1621  | Abertura do Conclave de 1621                                                        | 70    |
| 9 de fevereiro de 1621  | Eleição papal do Cardeal Alessandro Ludovisi com o nome de Gregório XV              | 69    |